# Mandus Mandelius

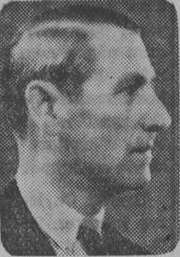
Mandus Mandelius

Mandus Leonard Mandelius, ursprungligen Svensson, född den 3 juni 1886 i Vrå socken i Kronobergs län, död 23 juli 1956 i Göteborg, var en svensk arkitekt. Han var far till Folke Mandelius.

Mandelius studerade vid Technikum (Höhere Technische Lehranstalt) i Strelitz, Tyskland, och bedrev därefter egen verksamhet i Göteborg. Han ligger begravd på Örgryte nya kyrkogård.

## Verk
- Bostadshus vid Bäckefors bruk (1946, tillsammans med Ragnar Ossian Swensson)[4]
- Avdelning för kroniskt sjuka, Länslasarettet i Mölndal (1947–48, tillsammans med Ragnar Ossian Swensson) [5]
- Centraldispensär, barn- och mödravårdscentral, Länslasarettet i Mölndal (1947–48, tillsammans med Ragnar Ossian Swensson) [6]
- Barn- och ungdomspsykiatriska kliniken, Sahlgrenska sjukhuset (1947–51, tillsammans med Ragnar Ossian Swensson) [6]
- Kärralundsskolan (1949–50, tillsammans med Ragnar Ossian Swensson)
- Johannebergsskolan (1950–52, tillsammans med Ragnar Ossian Swensson. Invigd 10 maj 1952.[7])[8]
- Gamlestadsskolan (tillbyggnad 1952–53, tillsammans med Ragnar Ossian Swensson)
- Nylöse kyrka (om- och tillbyggnad samt klockstapel 1954, tillsammans med Ragnar Ossian Swensson)[9]
- Marinbotaniska institutionen (1954) vid Göteborgs botaniska trädgård, tillsammans med Ragnar Ossian Swensson.[10]

## Bilder

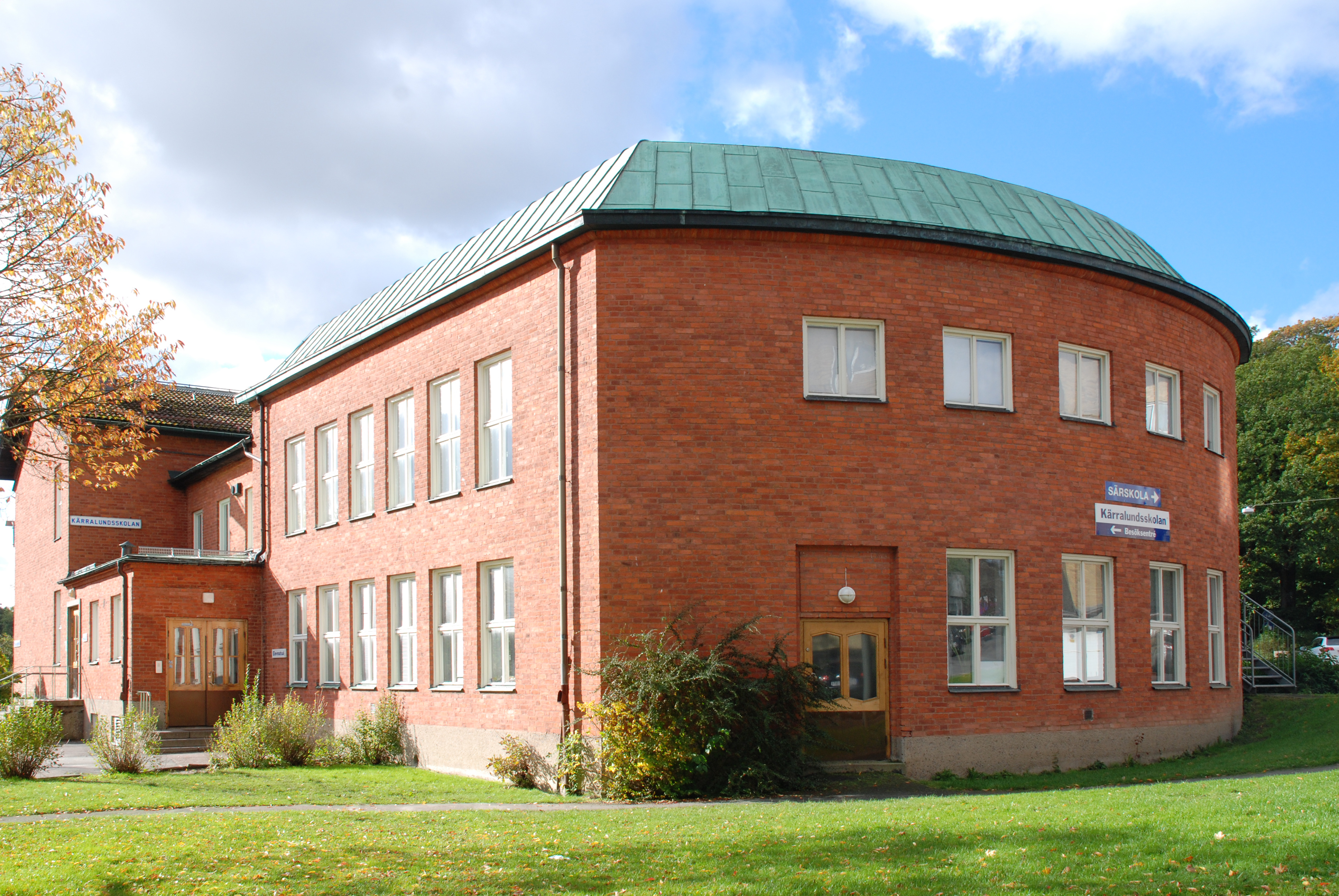
Kärralundsskolan i Göteborg.
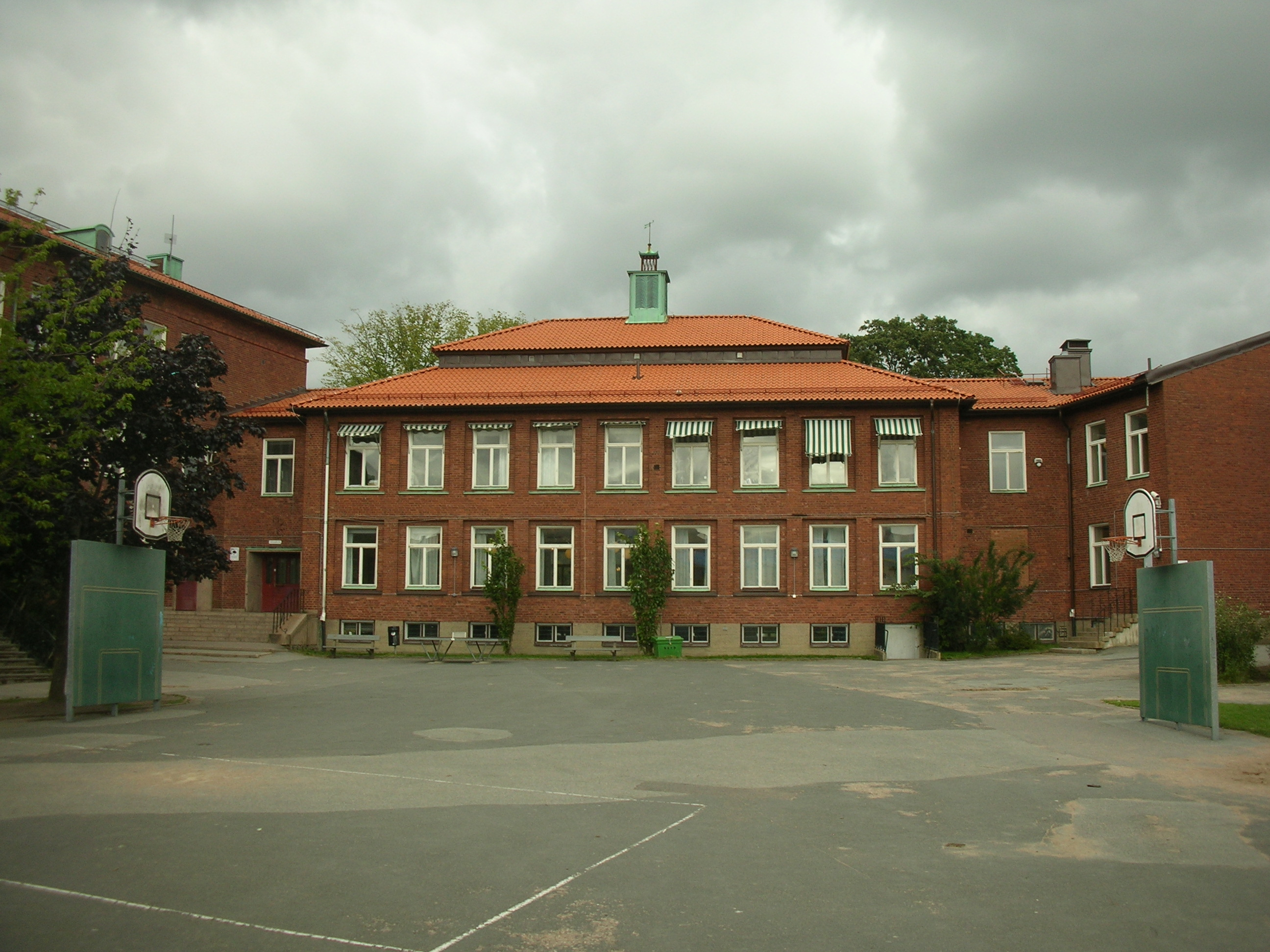
Gamlestadsskolan
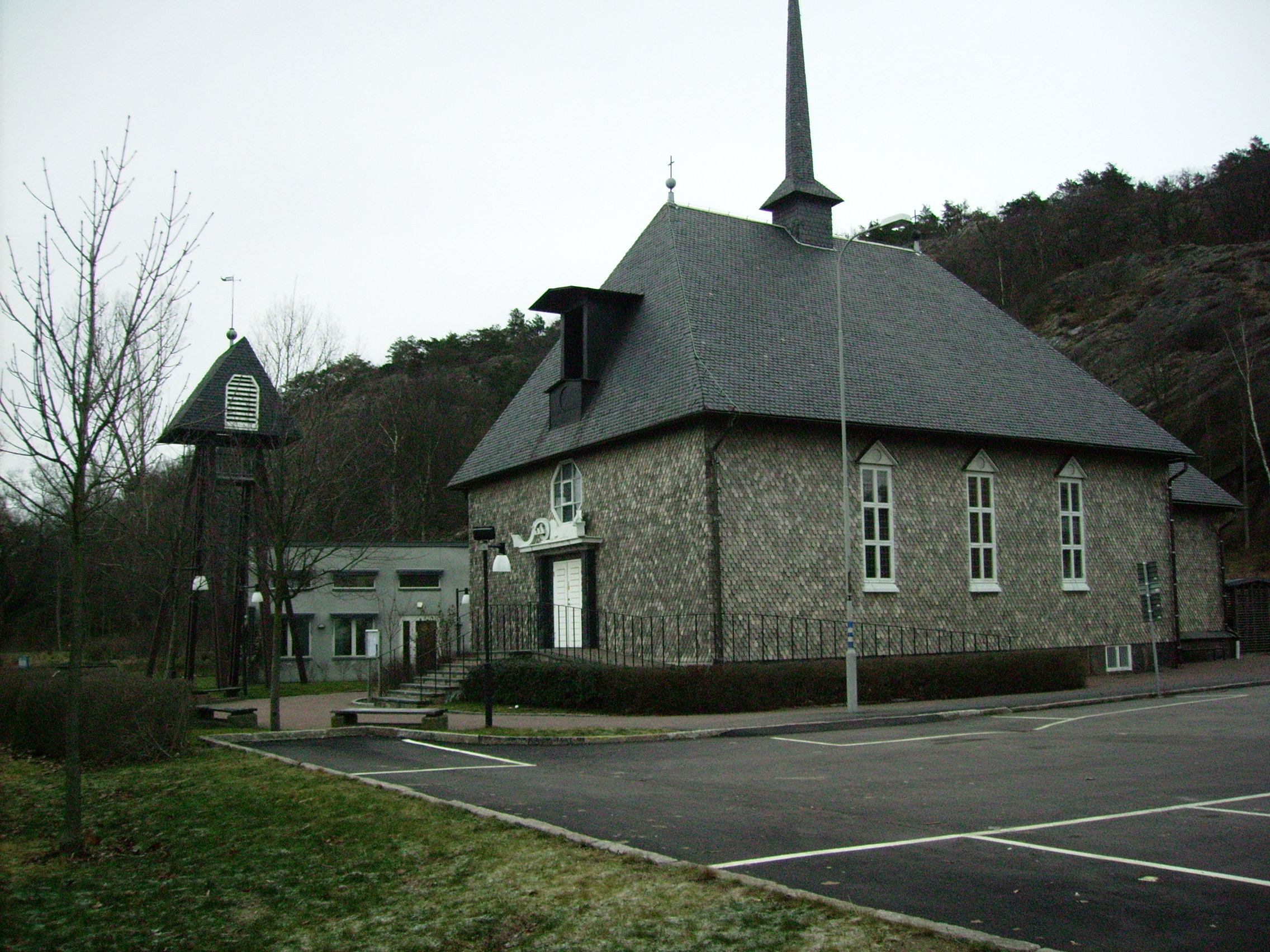
Nylöse kyrka